# Víctor Luís Quematcha
Víctor Luís Quematcha OFM (ur. 27 kwietnia 1967 w Cúmura) – duchowny katolicki z Gwinei Bissau, biskup Bafatá od 2025.

## Życiorys
Święcenia kapłańskie przyjął 2 maja 1998 w Zakonie Braci Mniejszych.
8 marca 2025 papież Franciszek mianował go ordynariuszem diecezji Bafatá. Sakry udzielił mu 28 czerwca 2025 nuncjusz apostolski w Gwinei Bissau – arcybiskup Waldemar Sommertag.